# Jackson Mwanza
Jackson Mwanza (Lusaka, 1987. február 6. –) zambiai válogatott labdarúgó, jelenleg a ZESCO United játékosa, de kölcsönben Izraelben játszik.

## Sikerei, díjai
Nkana
- Zambiai bajnok (1): 2013

Zambia
- Afrikai nemzetek kupája (1): 2012